# セレクション歌人
セレクション歌人（せれくしょんかじん）は、邑書林が出版している中堅歌人の選集の叢書である。姉妹企画として『セレクション俳人』（全22巻、別冊1）、『セレクション柳人』（全20巻、別冊1、番外1）がある。

## 概要
全33巻および別冊、番外からなる。別冊を除く各巻の内容は、短歌500首および散文40枚に加え、作家論、略歴、初句索引など。体裁は四六判並製（平均160ページ）。プロデューサーとして歌人の藤原龍一郎と谷岡亜紀が企画に参加。装訂は間村俊一、装画は北見隆。一般に高価格な短歌書としては価格も抑えられている。

## 全巻の構成
1. 一ノ関忠人集
2. 梅内美華子集
3. 江戸雪集
4. 江畑實集
5. 大口玲子集
6. 大谷雅彦集
7. 大津仁昭集
8. 大塚寅彦集
9. 大辻隆弘集
10. 大野道夫集
11. 小笠原和幸集
12. 尾崎まゆみ集
13. 加藤孝男集
14. 佐々木六戈集[2]
15. 沢田英史集
16. 鈴木英子集
17. 高島裕集
18. 高橋みずほ集
19. 辰巳泰子集
20. 谷岡亜紀集
21. 内藤明集
22. 中川佐和子集
23. 永田紅集
24. 早川志織集
25. 林和清集
26. 東直子集
27. 目黒哲朗集
28. 森本平集
29. 山下雅人集
30. 横山未来子集
31. 吉岡生夫集
32. 吉川宏志集
33. 吉野裕之集

番外 藤原龍一郎集
別冊 セレクション歌論